# نادي الإنتاج الحربي
نادي الإنتاج الحربي الرياضي هو نادي مصري يلعب في الدوري المصري الدرجة الثانية لكرة القدم. حصل على المركز السابع في موسم 2009-2010 في أول مشاركة له في الدوري المصري الممتاز. وكان ذلك تحت قيادة المدير الفني طارق يحيى وتحت رئاسة اللواء أشرف عامر.

## تاريخ
أنهى الإنتاج الحربي موسم 2008-2009 متصدرًا قمة مجموعة القاهرة بالدوري الدرجة الثانية ليصعد للدوري المصري الممتاز للمرة الأولى في تاريخه بعد منافسة شديدة مع فريقي النصر والداخلية. وكان الفريق بحاجة لمباراته الأخيرة أمام نادي جاسكو والتي انتهت بالتعادل بهدفين لمثليهما ليتصدر المجموعة برصيد 57 نقطة بفارق نقطتين عن النصر.
أستعدادا للموسم الجديد 2009-2010، تعاقد النادي مع المدير الفني طارق يحيى ليقود الفريق في الدوري الممتاز. لجأ يحيى لتطعيم صفوف الفريق بلاعبين ذو خبرة كبيرة في الكرة المصرية لتفادي الرجوع للدرجة الأدنى. تعاقد النادي مع لاعبين مثل قائد الزمالك السابق محمد أبو العلا وحارس المرمى المحنك مصطفى كامل والمهاجم حسن موسى.
نجح طارق يحيى نجاحاً كبيراً مع الفريق في موسمه الأول بالدوري الممتاز الذي أنهاه في المركز السابع برصيد 41 نقطة.
ولكن لم يتسمر يحيى في منصبه سوى لذاك الموسم فقط لتفضيله الانتقال للنادي الصاعد حديثا مصر المقاصة. وقد علل رحيله عن النادي قائلا «خسر الإنتاج الحربي معظم قوامه بسبب العقود الضعيفة للفريق، ولذلك قررت الرحيل وتحمست لمشروع مصر المقاصة».
وكان الفريق قد خسر جهود أكثر من لاعب آثروا الانتقال لأندية أخرى مثل محمد أبو العلا 
والمهاجم الإيفواري المنتقل للزمالك أبو كونيه  وآخرون. ولقد تعاقد النادي مع أسامة عرابي خلفا ليحيى.

## سجل مشاركات الفريق
| 1     | 2      | ↑   | ↓   |
| البطل | الوصيف | صعد | هبط |

| سجل مشاركة الفريق محليًا منذ 2008 | سجل مشاركة الفريق محليًا منذ 2008 | سجل مشاركة الفريق محليًا منذ 2008 | سجل مشاركة الفريق محليًا منذ 2008 | سجل مشاركة الفريق محليًا منذ 2008  | سجل مشاركة الفريق محليًا منذ 2008 | سجل مشاركة الفريق محليًا منذ 2008 |
| موسم                             | الدوري                           | الدوري                           | كأس مصر                          | هداف الفريق في الدوري             | هداف الفريق في الدوري            | هداف الفريق في الدوري            |
| موسم                             | القسم                            | المركز                           | كأس مصر                          | اللاعب                            | عدد الأهداف                      | مصدر                             |
| -------------------------------- | -------------------------------- | -------------------------------- | -------------------------------- | --------------------------------- | -------------------------------- | -------------------------------- |
| 2008–2009                        | الدرجة الثانية                   | 1 ↑                              |                                  |                                   |                                  |                                  |
| 2009–2010                        | الممتاز                          | 7                                | نصف النهائي                      | حسن موسى                          | 6                                | [ 9 ]                            |
| 2010–2011                        | الممتاز                          | 13                               | دور الـ32                        | كوابينا يارو                      | 8                                | [ 10 ]                           |
| 2011–2012                        | الممتاز                          | لم يستكمل                        | لم تُقم                           | محمد عبد ربه فيلكس و كوابينا يارو | 2                                | [ 11 ]                           |
| 2012–2013                        | الممتاز                          | لم يستكمل                        | ربع النهائي                      | عبد الرحمن أحمد                   | 3                                | [ 12 ]                           |
| 2013–2014                        | الممتاز                          | 21 ↓                             | دور الـ16                        | باسم مرسي                         | 9                                | [ 13 ]                           |
| 2014–2015                        | الدرجة الثانية                   | 1 ↑                              | التمهيدي السادس                  |                                   |                                  | [ 14 ]                           |
| 2015–2016                        | الممتاز                          | 7                                | دور الـ16                        | محمود فتح الله                    | 12                               | [ 15 ]                           |
| 2016–2017                        | الممتاز                          | 13                               | دور الـ16                        | أوميد أوكري                       | 11                               | [ 16 ]                           |
| 2017–2018                        | الممتاز                          | 7                                | ربع النهائي                      | عمر السعيد                        | 11                               | [ 17 ]                           |
| 2018–2019                        | الممتاز                          | جاري                             | جاري                             |                                   |                                  |                                  |

1. ↑  حل الفريق في المركز الحادي عشر في المجموعة الأولى، ويعتبر الفريق في المركز الحادي والعشرين بين جميع أندية الدوري بحسب النقاط التي حصل عليها.
2. ↑  أحرز السعيد 11 هدف للانتاج الحربي في الدوري قبل أن ينتقل في يناير 2018 لوادي دجلة ويحرز هدفين أخرين.

## تشكيلة الفريق
آخر تحديث في 30 سبتمبر 2019

ملاحظة: تشير الأعلام إلى المنتخب الوطني على النحو المحدد في قواعد الأهلية للفيفا. قد يحمل اللاعبون أكثر من جنسية واحدة غير تابعة للفيفا.
| الرقم | البلد | المركز | اللاعب             |
| ----- | ----- | ------ | ------------------ |
| 1     | مصر   | حارس   | أحمد يحيى          |
| 3     | مصر   | مدافع  | محمد عبد الفتاح    |
| 4     | مصر   | مدافع  | محمد بازوكا        |
| 5     | مصر   | مدافع  | معاذ الحناوي       |
| 6     | مصر   | وسط    | غنام محمد          |
| 7     | مصر   | وسط    | أحمد مجدي الحسيني  |
| 8     | مصر   | مدافع  | السيد الشبراوي     |
| 9     | مصر   | مهاجم  | محمد عبد المجيد    |
| 10    | مصر   | مهاجم  | باسم مرسي          |
| 11    | مصر   | مدافع  | علي فتحي           |
| 12    | مصر   | وسط    | محمد طارق أبو العز |
| 13    | مصر   | مدافع  | محمود البدري       |
| 14    | مصر   | وسط    | مصطفى الجمل        |
| 15    | مصر   | مدافع  | أحمد علي           |

| الرقم | البلد     | المركز | اللاعب             |
| ----- | --------- | ------ | ------------------ |
| 16    | مصر       | حارس   | عامر محمد عامر     |
| 17    | مصر       | وسط    | علاء سلامة         |
| 19    | مصر       | مدافع  | أحمد دويدار        |
| 20    | موريتانيا | مهاجم  | مامادو نياس        |
| 21    | مصر       | وسط    | محمد عادل          |
| 22    | مصر       | وسط    | إبراهيم عبد الخالق |
| 22    | مصر       | مدافع  | محمد شوقي غريب     |
| 23    | مالي      | وسط    | موسى دياوارا       |
| 24    | مصر       | مدافع  | محمد الشبيني       |
| 25    | ليبيريا   | وسط    | محمد فييرا         |
| 27    | مصر       | وسط    | محمود عادل         |
| 28    | مصر       | حارس   | محمد عصام الغندور  |
| 30    | تونس      | وسط    | أيمن الطرابلسي     |
| 98    | مصر       | وسط    | مصطفى البدري       |